# Третий президентский срок Владимира Путина
Третий президентский срок Владимира Путина продолжался с 7 мая 2012 года по 7 мая 2018 года.

## Выборы
Перед выборами 2012 года срок президентских полномочий был увеличен с 4 до 6 лет.
В преддверии выборов в ряде российских СМИ была опубликована серия статей Владимира Путина, вызвавших широкий общественный резонанс.
На президентских выборах 4 марта 2012 года Путин победил в первом туре, набрав, по официальным данным, 63,6 % (45 602 075) голосов избирателей.
Кандидат в президенты России Геннадий Зюганов (КПРФ), лидеры партий «Яблоко» и «Другая Россия», ассоциации «Голос» и иных общественных организаций требовали признать выборы нелегитимными, утверждая, что на их результат повлияли массовые нарушения во время предвыборной кампании и в ходе самих выборов.

## Внутренняя политика
Вступил в должность президента 7 мая 2012 года. В день вступления в должность подписал серию программных указов (так называемые майские указы). На следующий день после вступления в должность предложил Государственной думе кандидатуру Дмитрия Медведева на пост председателя правительства, а после его утверждения в должности поручил ему сформировать новое правительство.

### Администрация президента
5 октября 2016 года Путин назначил первым заместителем руководителя Администрации президента России Сергея Кириенко вместо Вячеслава Володина, избранного депутатом Государственной думы и занявшего пост председателя Государственной думы. Сергей Кириенко успешно организовал проведение президентских выборов (2018), по поручению президента контролировал повторные выборы губернатора Приморского края (2018), а также выборы губернатора Санкт-Петербурга (2019), на которых победил Александр Беглов, ранее являвшийся полномочным представителем президента России в Центральном (2012—2017) и Северо-Западном (2017—2018) федеральном округах.

### Резонансные изменения в российском законодательстве
В июле 2012 года были приняты Государственной думой и подписаны президентом закон № 121-ФЗ о некоммерческих организациях-«иностранных агентах» и закон № 139-ФЗ о регулировании информации в Интернете. В марте-апреле 2013 года западная пресса критиковала Путина в связи с массовыми проверками некоммерческих (в том числе и правозащитных) организаций в России, получающих финансовую помощь из-за рубежа и получивших в связи с этим статус «иностранных агентов». Сам Путин в интервью немецкой телекомпании ARD расценил критику как нагнетание обстановки со стороны журналистов.
В декабре 2012 года принят закон «Об образовании в Российской Федерации». Тогда же, в ответ на американский «Закон Магнитского», был принят «Закон Димы Яковлева».
29 марта 2013 года Путин подписал указ об учреждении звания Героя Труда Российской Федерации.
В апреле 2013 года Госдумой был принят внесённый президентом Путиным закон, запрещающий чиновникам, депутатам, судьям, сотрудникам силовых структур иметь банковские счета и финансовые активы за рубежом; недвижимость за границей иметь разрешается, но она должна быть в обязательном порядке декларирована.
В июне 2013 года были подписаны законы о добровольном тестировании школьников и студентов на употребление наркотиков, о запрете «пропаганды нетрадиционных сексуальных отношений среди несовершеннолетних» и о введении уголовного наказания за оскорбление чувств верующих. В июле 2013 года был подписан закон об изменении требований к усыновителям (в том числе о запрете на усыновление, взятие под опеку или попечительство детей лицами, состоящими в однополом союзе) и об увеличении размера пособия при передаче ребёнка на воспитание в семью в случае усыновления.
В мае 2014 года в России было криминализовано публичное отрицание фактов, установленных приговором Нюрнбергского трибунала, публичное одобрение преступлений, установленных этим приговором, «распространение заведомо ложных сведений о деятельности СССР в годы Второй мировой войны», а также «распространение выражающих явное неуважение к обществу сведений о днях воинской славы и памятных датах России, связанных с защитой Отечества, а равно осквернение символов воинской славы России». В российский Уголовный кодекс была внесена соответствующая статья «Реабилитация нацизма».
25 ноября 2014 года Путин подписал закон, запрещающий российским партиям совершать сделки с иностранными государствами, международными организациями и общественными движениями, некоммерческими организациями, выполняющими функцию иностранного агента, а также российскими юрлицами, более 30 % уставного капитала которых принадлежит иностранцам.

### Социально-экономическая политика
В марте 2013 года Путин провозгласил борьбу с бедностью в России как одну из основных задач государства.
В апреле 2013 года Путин признал, что ситуация в российской экономике, несмотря на высокие цены на энергоносители, ухудшается: снижаются инвестиционная активность и объёмы экспорта, растут безработица и объёмы оттока капитала. Тяжёлым бременем на госбюджет легло начавшееся летом того же года мощное наводнение на Дальнем Востоке; с бедствием подобного масштаба, сказал Путин, Россия никогда в своей истории не сталкивалась.
1 января 2018 года в России вступило в силу решение о слиянии Резервного фонда с Фондом национального благосостояния (средства Резервного фонда были полностью израсходованы в 2017 году на финансирование бюджетного дефицита). В ФНБ поступают сверхдоходы от продажи нефти дороже 40 долларов за баррель (в ценах 2017 года). Объём ФНБ на 1 ноября 2019 года составил 7,95 трлн руб. 80 % активов размещено на счетах в ЦБ, 20 % — в иных разрешённых активах.

## Вооружённые силы
6 ноября 2012 года министром обороны России был назначен Сергей Шойгу. При назначении Путин пояснил, что новым министром обороны должен стать человек, который «сможет обеспечить выполнение Гособоронзаказа и грандиозных планов по перевооружению армии».
В феврале-марте 2013 года по приказу президента Путина дважды проводились крупномасштабные учения с целью внезапной проверки боеготовности и боеспособности войск: сначала на суше, с целью проверки войск Центрального и Западного военных округов, а затем на Чёрном море, где были задействованы более 7100 военнослужащих, около 30 кораблей, базирующихся в Севастополе и Новороссийске, до 250 бронированных машин, более 50 артиллерийских орудий, более 20 боевых самолётов и вертолётов, войска быстрого развёртывания, ВДВ и морская пехота, силы специального назначения — спецподразделения ГРУ Генштаба РФ. Западные государства о проведении учений заранее не уведомлялись. 12 июля 2013 года президент Путин издал приказ о проведении масштабной проверки боевой готовности войск Восточного военного округа, которая стала самой масштабной с 1991 года. Масштабные учения и внезапные проверки армии и флота проводились и в дальнейшем.

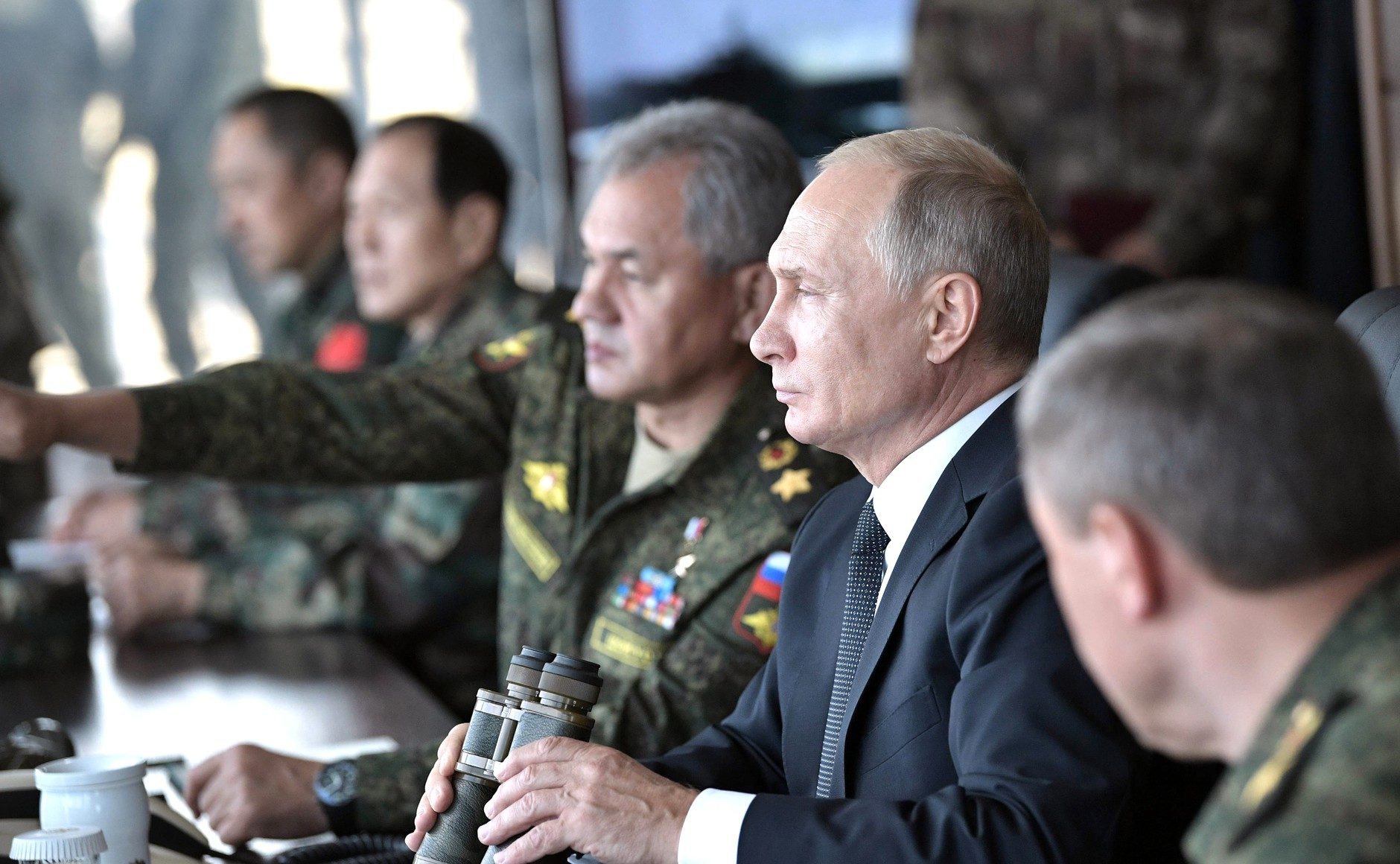
Сергей Шойгу и Владимир Путин на военных учениях «Восток-2018»

Большой резонанс в мире получило ежегодное послание президента Путина, обнародованное 1 марта 2018 года, одним из ключевых тезисов которого стало гарантированное обеспечение обороноспособности России. Впервые Путин рассказал о ходе новых стратегически важных разработок систем вооружения, создаваемых, по его словам, «в ответ на односторонний выход США из Договора по противоракетной обороне и практическое развёртывание этой системы как на территории США, так и за пределами их национальных границ». При этом он рассекретил часть характеристик ядерного (МБР «Сармат») и гиперзвукового (ракета «Кинжал») оружия, а также других новых комплексов.
Академик РАН Алексей Арбатов полагает, что «военно-техническая» часть президентского послания могла быть своеобразным ответом на обнародованную незадолго до этого новую ядерную стратегию американской администрации, центральным местом которого стала концепция ограниченных ядерных ударов, призванная якобы сдерживать аналогичную стратегию России. Путин по этому поводу в своём послании сделал, по словам Арбатова, правильное и ясное заявление: «Любое применение ядерного оружия против России или её союзников малой, средней, да какой угодно мощности мы будем рассматривать как ядерное нападение на нашу страну. Ответ будет мгновенным и со всеми вытекающими последствиями».

## Внешняя политика

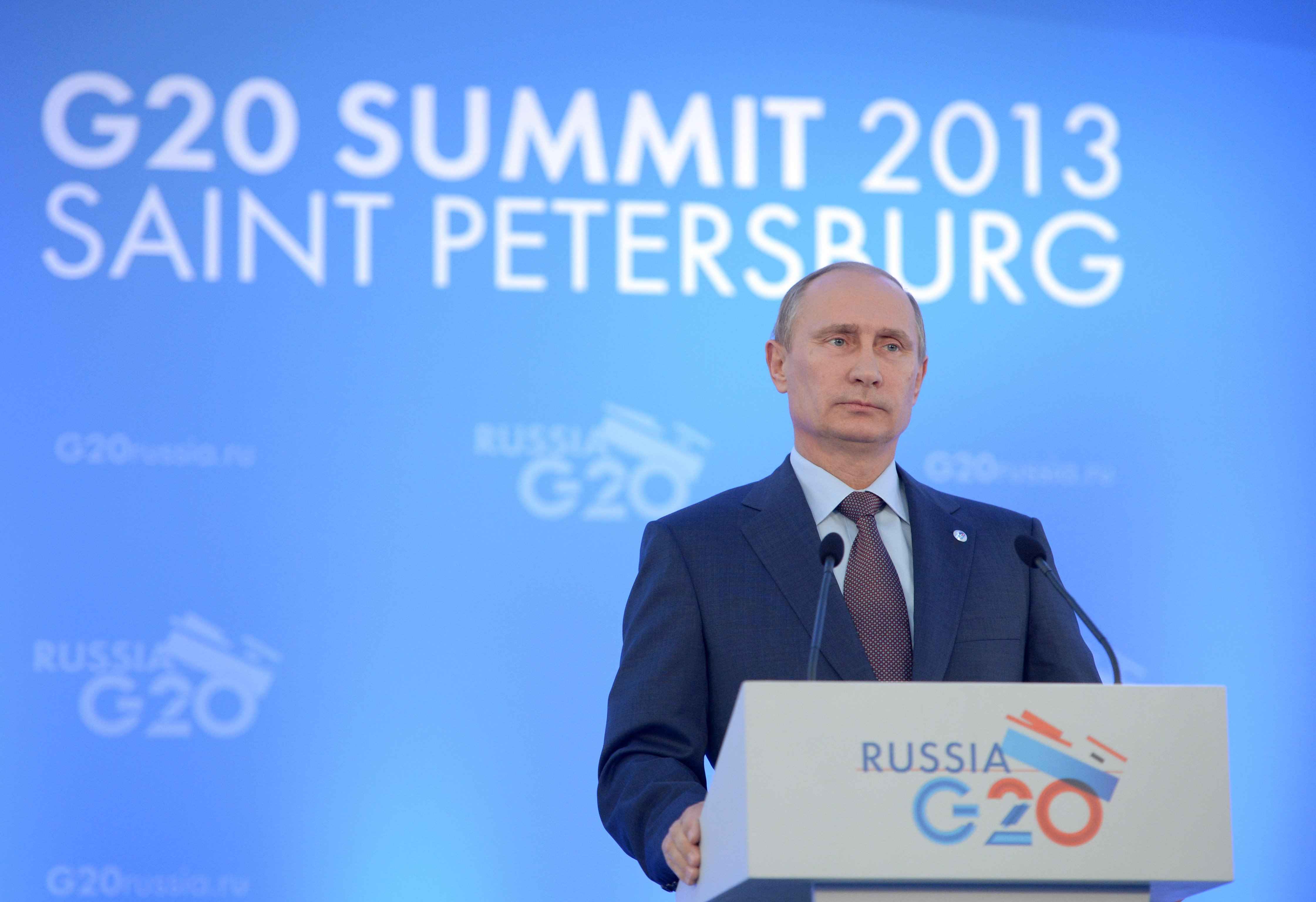
Владимир Путин на саммите G20 в Санкт-Петербурге. 2013 год

По оценке агентства Bloomberg, Россия за 20 лет нахождения Путина у власти смогла частично восстановить геополитическое влияние Советского Союза, располагая при этом скромными финансовыми средствами. В частности, Путин укрепил связи с КНР, аннексировал Крым, изменил ход войны в Сирии и сделал Россию ключевым игроком на Ближнем Востоке, сумел продать ЗРК С-400 входящей в НАТО Турции, а также заключил крупные оружейные и нефтяные контракты с ключевым американским союзником — Саудовской Аравией. Россия также впервые за 20 лет начала расширять своё влияние в Африке.
США
В августе 2013 года произошло резкое ухудшение российско-американских отношений. Планировавшийся визит президента Барака Обамы в Москву был отменён из-за предоставления Россией временного убежища бывшему сотруднику ЦРУ Эдварду Сноудену, разногласий по ситуации в Сирии и проблем с правами человека в России. Барак Обама обвинял Путина в том, что он по-прежнему мыслит стереотипами холодной войны

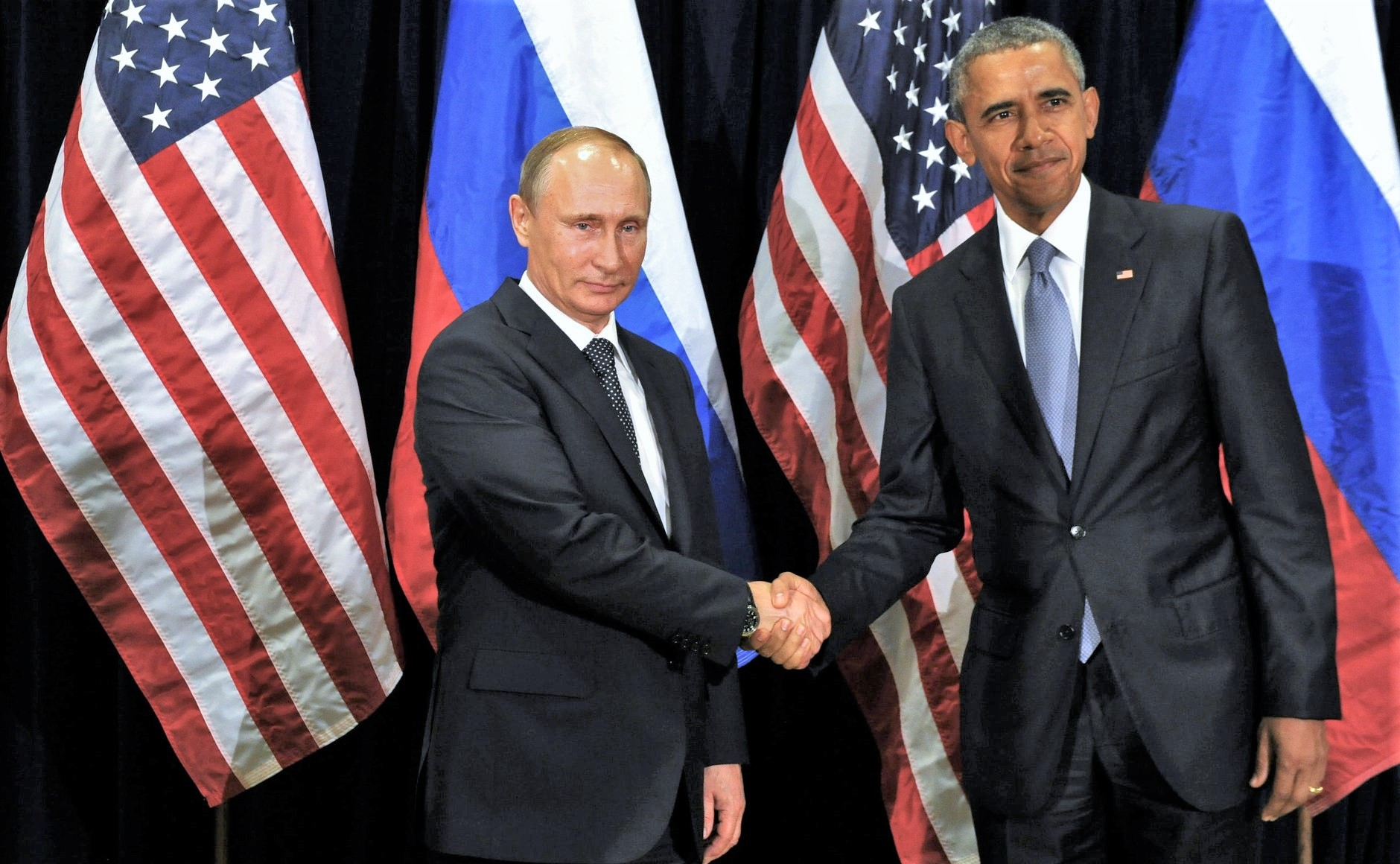
Владимир Путин и Барак Обама, 29 сентября 2015 года

Новый этап напряжённости между США и Россией был вызван событиями на Украине и аннексией Крыма Российской Федерацией в 2014 году. В связи с событиями на Украине администрация Обамы пошла по пути «системного сдерживания» России, сворачивания связей и ввела визовые, финансовые и имущественные санкции против ряда российских официальных лиц, депутатов Федерального собрания и предпринимателей, а также компаний и банков, которые с тех пор неоднократно продлевались и усиливались. С российской стороны принимались ответные меры — как зеркальные, так и асимметричные — по защите национальных интересов России в связи с недружественными действиями.
Победа Дональда Трампа на президентских выборах в США в ноябре 2016 года породила в России надежды на улучшение российско-американских отношений. Трамп неоднократно заявлял о стремлении улучшить отношения с Россией, однако на практике американская администрация продолжила конфронтационную линию, используя против России экономические, военно-политические, пропагандистские и иные инструменты.
Проигравшая на президентских выборах Демократическая партия и американские разведывательные службы обвинили Россию во вмешательстве в выборы, однако в ходе расследования спецпрокурора США Роберта Мюллера, длившегося два года, обвинения в сговоре между Трампом и российским руководством не были доказаны.
Сирийский кризис
С самого начала гражданского противостояния в Сирии весной 2011 года Россия оказывала дипломатическую поддержку президенту Башару Асаду, блокируя (совместно с КНР) в Совете Безопасности ООН проекты антисирийских резолюций западных и арабских стран, предполагавшие наложение санкций либо даже военную интервенцию против правительства Башара Асада. Россия поддержала сирийское правительство поставками оружия, военной техники и боеприпасов, а также организацией обучения специалистов и предоставлением военных советников.
11 сентября 2013 года в газете The New York Times была опубликована статья Путина «Россия призывает к осторожности», написанная в виде открытого письма к американскому народу и содержащая разъяснение российской политической линии в отношении сирийского конфликта. В своей статье президент России предостерёг об опасности тезиса президента США Барака Обамы «об исключительности американской нации». Статья вызвала неоднозначную реакцию мирового сообщества.
Успехом российской дипломатии в сентябре 2013 года стало посредничество в вопросе о сирийском химическом оружии. Владимир Путин смог предотвратить угрозу силовой международной операции против Сирии, власти которой обвинялись в применении химического оружия в Восточной Гуте. Россия и Китай в Совете безопасности ООН наложили вето на проект соответствующей резолюции, а затем глава МИД России Сергей Лавров предложил поставить сирийское химическое оружие под международный контроль с последующим его уничтожением. В 2014 году начался вывоз запасов боевых отравляющих веществ из Сирии.
29 сентября 2015 года, выступая на 70-й Генассамблее ООН Владимир Путин обвинил страны Запада в дестабилизации ситуации во всём мире и в частности на Ближнем Востоке. На следующий день, 30 сентября 2015 года по просьбе Башара Асада Россия начала военную операцию против террористических формирований «Исламского государства» и «Джебхат ан-Нусра» в Сирии. Вступление России в сирийскую войну произошло на фоне начавшейся в 2014 году острой конфронтации с США. Речь таким образом идёт не столько о соперничестве между двумя державами за влияние в стране и регионе в целом, сколько об утверждении новых основ глобального порядка.
Непосредственное участие России в войне в Сирии стало важнейшим событием в новейшей истории российской внешней политики, поскольку никогда прежде Вооружённые силы России не участвовали напрямую в военных действиях на территории арабских стран.
Вступление России в конфликт позволило радикальным образом изменить направленность и характер военных действий. В январе 2017 года по инициативе России, Турции и Ирана в Астане (Казахстан) начались межсирийские мирные переговоры, участниками которых впервые за время конфликта стали представители сирийского правительства и вооружённой оппозиции.

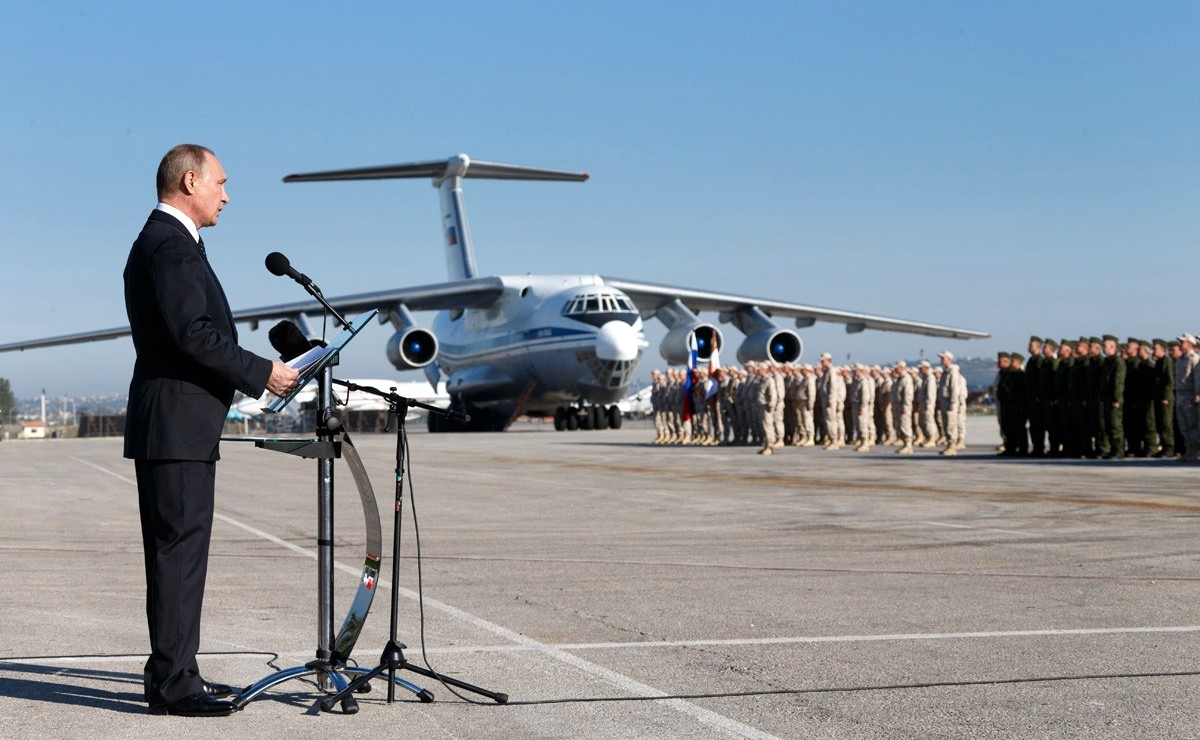
Путин объявляет об окончании военной операции в Сирии на авиабазе Хмеймим. 11 декабря 2017 года

11 декабря 2017 года на авиабазе Хмеймим Путин объявил о завершении военной операции в Сирии, выводе основной части российской группировки войск из страны, достигнутом главном результате — сохранении Сирии как суверенного, независимого государства, создании условий для политического урегулирования под эгидой ООН. На территории Сирии продолжает функционирование российский Центр по примирению враждующих сторон, в Сирии началась реализация программы по восстановлению мирной жизни и возвращению беженцев. В соответствии с международными договорами в Сирии на постоянной основе остались два российских пункта базирования — авиабаза Хмеймим и пункт материально-технического обеспечения ВМФ России в Тартусе. Помимо этого, Россия предприняла шаги по обеспечению постоянного присутствия военных кораблей и подлодок с высокоточным оружием в Средиземном море.
К началу 2018 года стало понятно, что коалиция сил, ведомая Россией (Сирия, Иран и разнообразные местные ополчения), в общем уже близка к выполнению своих главных военно-стратегических задач. Этот военный успех привёл к достижению политических преимуществ и установлению политического соглашения на российских условиях. В дополнение к этому, Турция и Саудовская Аравия убедились в бесперспективности участия в войне спонсируемых ими группировок, а США были вынуждены отказаться от намерения сменить власть президента Башара Асада.
Турция
Отношения с Турцией значительно ухудшились после инцидента в ноябре 2015 года, когда турецкий боевой самолёт сбил российский самолёт в воздушном пространстве Сирии. 28 ноября 2015 года Владимир Путин подписал «Указ о мерах по обеспечению национальной безопасности России и защите граждан России от преступных и иных противоправных действий и о применении специальных экономических мер в отношении Турции». Россия ввела эмбарго на экспорт всех видов продукции и рабочей силы из Турции. Были прекращены чартерные рейсы в Турцию, российским турфирмам запретили продавать путёвки на турецкие курорты. Были закрыты или заморожены многие совместные международные проекты, включая «Турецкий поток», был отменён безвизовый режим между двумя странами.
Отношения России с Турцией были практически заморожены до тех пор, пока Реджеп Тайип Эрдоган 27 июня 2016 года не принёс российской стороне извинения, которые Владимир Путин принял. С 2016 года Россия, Иран и Турция взяли на себя посреднические функции по контролю за режимом прекращения огня и мирному урегулированию в Сирии. Посредники инициировали «астанинский процесс» мирного урегулирования, было проведено несколько саммитов «астанинской тройки», регулярный характер приняли двусторонние встречи лидеров России и Турции.
Грузия. Абхазия. Южная Осетия
24 ноября 2014 года Путин подписал с президентом Абхазии Раулем Хаджимбой Договор о союзничестве и стратегическом партнёрстве сроком на 10 лет, которым было создано общее оборонное пространство и сформирована совместная группировка войск, с перспективой полной военно-политической интеграции двух государств. Россия существенно, до 5 млрд руб. в год, увеличила финансовую помощь Абхазии, включая социальные выплаты и пенсии.
Международные форумы
В сентябре 2015 года Путин впервые за 10 лет выступил на сессии Генеральной Ассамблеи ООН в Нью-Йорке. Он призвал сформировать широкую антитеррористическую коалицию по борьбе с «Исламским государством», возложил ответственность за события на Украине на «внешние силы», предостерёг Запад от односторонних санкций, попыток выдавить Россию с мировых рынков и экспорта цветных революций.
КНР, Азиатско-Тихоокеанский регион (АТР)
Ещё до кризиса в отношениях с Западом из-за событий на Украине Владимир Путин провозгласил «поворот на восток» приоритетом внешней политики РФ, что в дальнейшем позволило России снизить ущерб от западных санкций. Этот «поворот» стал возможен благодаря тому, что большинство стран АТР не поддержали западные санкции. Так Азиатско-Тихоокеанский регион стал для России новым экспортным рынком углеводородов и оружия, ведущим поставщиком новейших технологий и главной альтернативой западному капиталу.

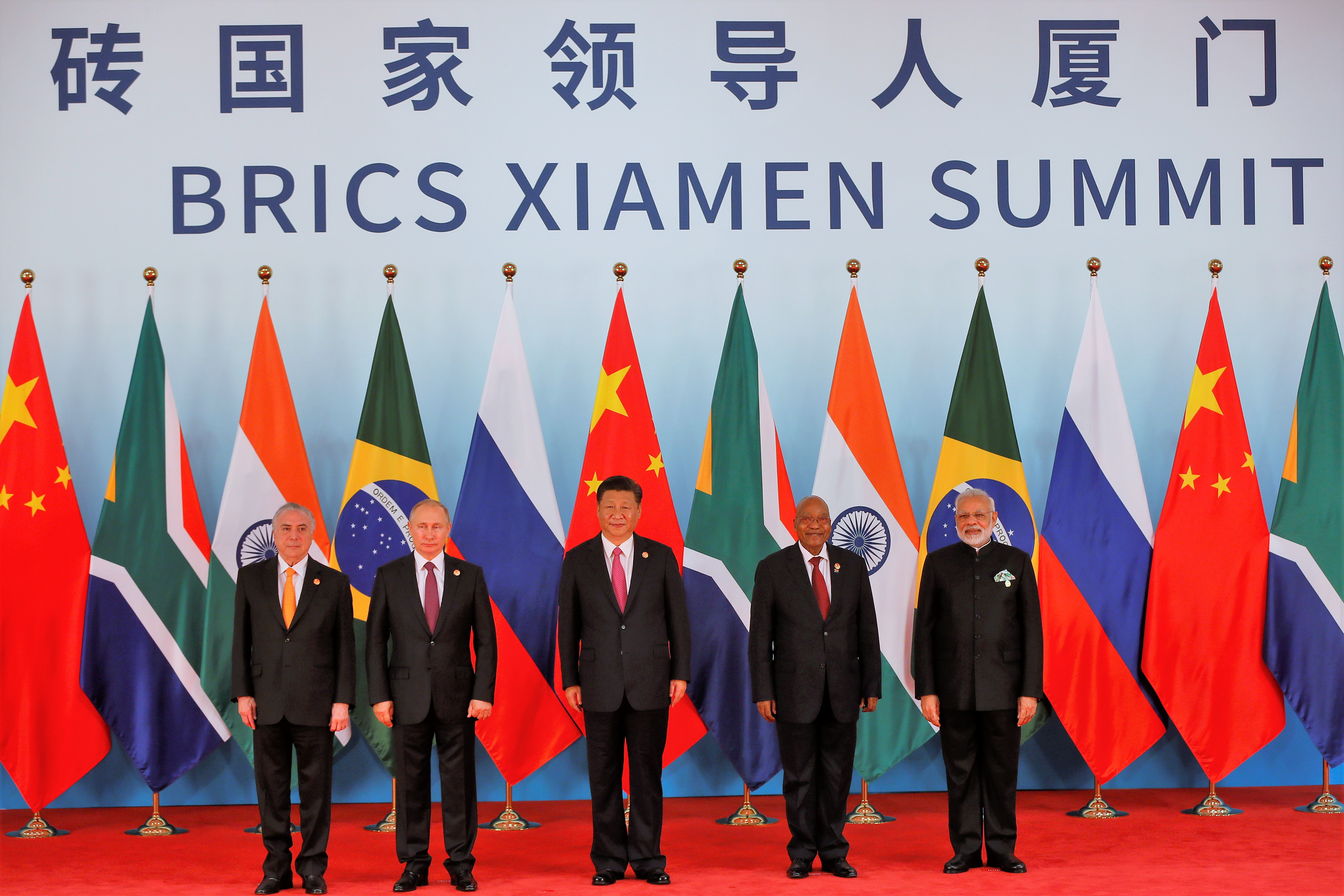
Лидеры стран БРИКС в 2017 году

Существенные различия в экономическом весе России и КНР как «стратегических партнёров» и их стратегических интересов позволяют полагать, что расширение сотрудничества более выгодно КНР, нежели России. У ряда авторов вызывает беспокойство повышение экономической активности китайцев на территории РФ, особенно после принятия закона «О территориях опережающего социально-экономического развития в Российской Федерации» N 473-ФЗ, снимающего ограничения, в частности, на использование труда иностранных рабочих.
В мае 2014 года был подписан 30-летний контракт на поставку российского газа в Китай. Согласно контракту, в год должно поставляться 38 млрд кубометров газа. Общая сумма контракта составляет 400 млрд долларов. В октябре 2012 года Владимир Путин поручил «Газпрому» проработать проект газопровода, который впоследствии получил название «Сила Сибири». Поставки газа в Китай по трубопроводу начались 2 декабря 2019 года. С запуском трубопровода «Восточная Сибирь — Тихий океан» Россия стала крупнейшим поставщиком нефти в Китай, потеснив Саудовскую Аравию. С 2014 года Россия открыла для инвесторов из Китая и Индии свой добывающий сектор и транспортную инфраструктуру.
К концу 2010-х годов экспорт китайского оборудования в Россию превысил экспорт из Германии. Китайские компании совместно с российскими энергетическими компаниями разрабатывают технологии повышения нефтеотдачи, что позволяет обходить санкции США и ЕС. «Роснефть» и «Газпром нефть» используют китайскую полупогружную буровую установку «Наньхай» в своих пострадавших от санкций проектах в Карском море, а «Новатэк» — китайскую буровую установку на полуострове Ямал.

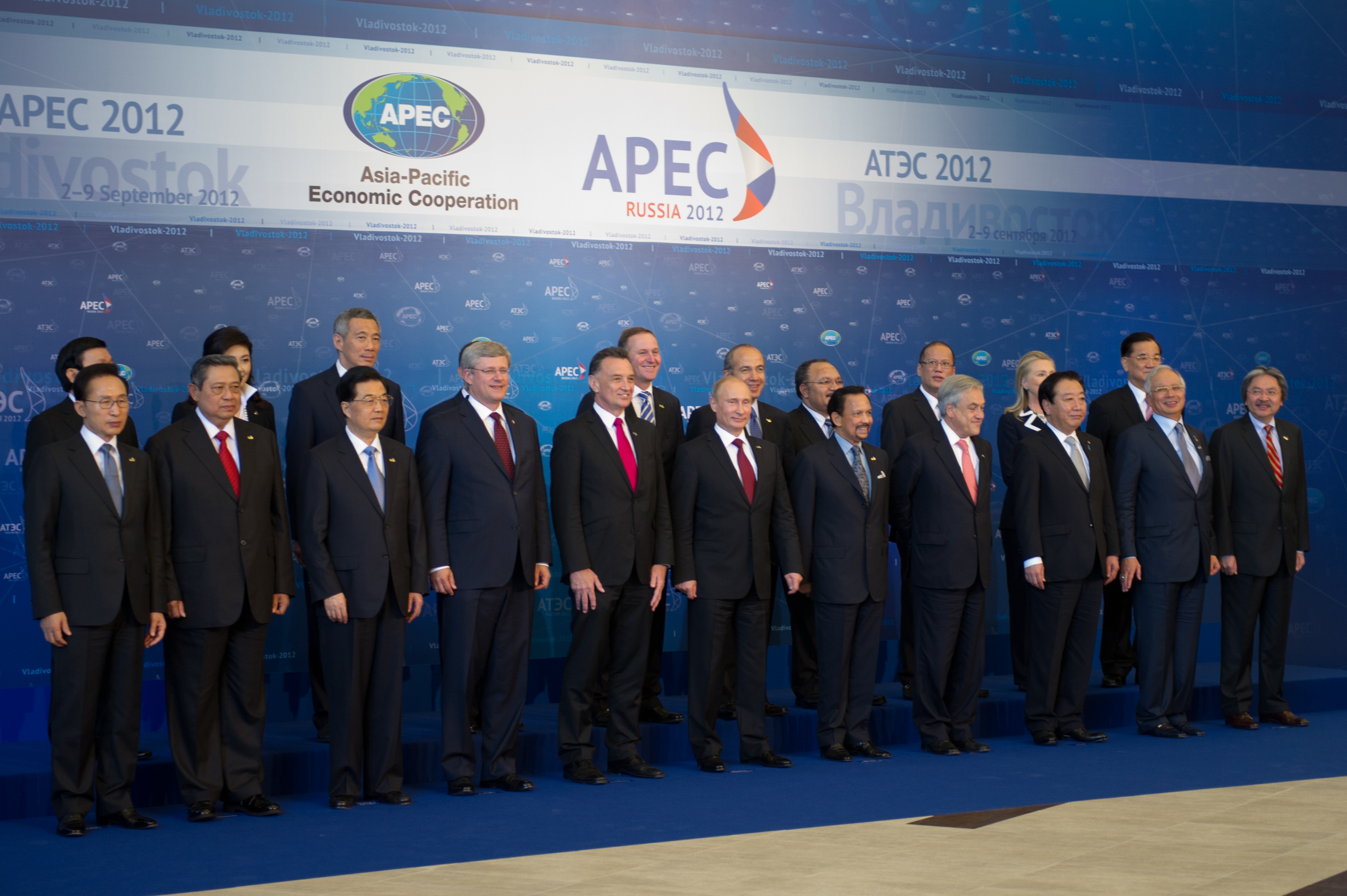
Лидеры стран АТЭС на саммите во Владивостоке. 2012 год

2-9 сентября 2012 года во Владивостоке прошла двадцать четвёртая ежегодная встреча лидеров государств АТЭС. Саммит проходил на Русском острове. Большая часть объектов для саммита была построена при кураторстве первого вице-премьера правительства РФ И. И. Шувалова. Основными объектами стали мосты Золотой и Русский, а также Дальневосточный федеральный университет.
Россия наращивает продажи оружия в Юго-Восточную Азию и стала крупнейшим экспортёром оружия в этот регион. Более 60 % поставок оружия, — включая системы ПРО, танки и истребители, — направляются в Индию, Лаос, Вьетнам, Мьянму, Филиппины и Индонезию. Индия стала крупнейшим покупателем российского оружия. В 2017 году она приобрела российских вооружений на сумму более 4 миллиардов долларов.

### Отношения с Украиной
Летом 2012 года Евросоюз в рамках «Восточного партнёрства» принял программу сотрудничества с Азербайджаном, Арменией, Беларусью, Грузией, Молдовой и Украиной, включая юридическое оформление отношений с ними через соглашения об ассоциации. На саммите «Восточного партнёрства» было заявлено, что Украина может подписать соглашение об ассоциации с Евросоюзом уже в 2013 году. Тем временем российское руководство активно предлагало Украине присоединиться к Таможенному союзу ЕАЭС (ТС), аргументируя это соображениями экономической выгоды и целесообразности. При этом, однако, совершенно не учитывалась политическая составляющая — консенсус украинских элит о необходимости интеграции с Евросоюзом и вхождения в Зону свободной торговли ЕС. В итоге Украина отвергла все предложения России об интеграции, и дело свелось к чисто символическому участию Украины в ТС в качестве «наблюдателя».

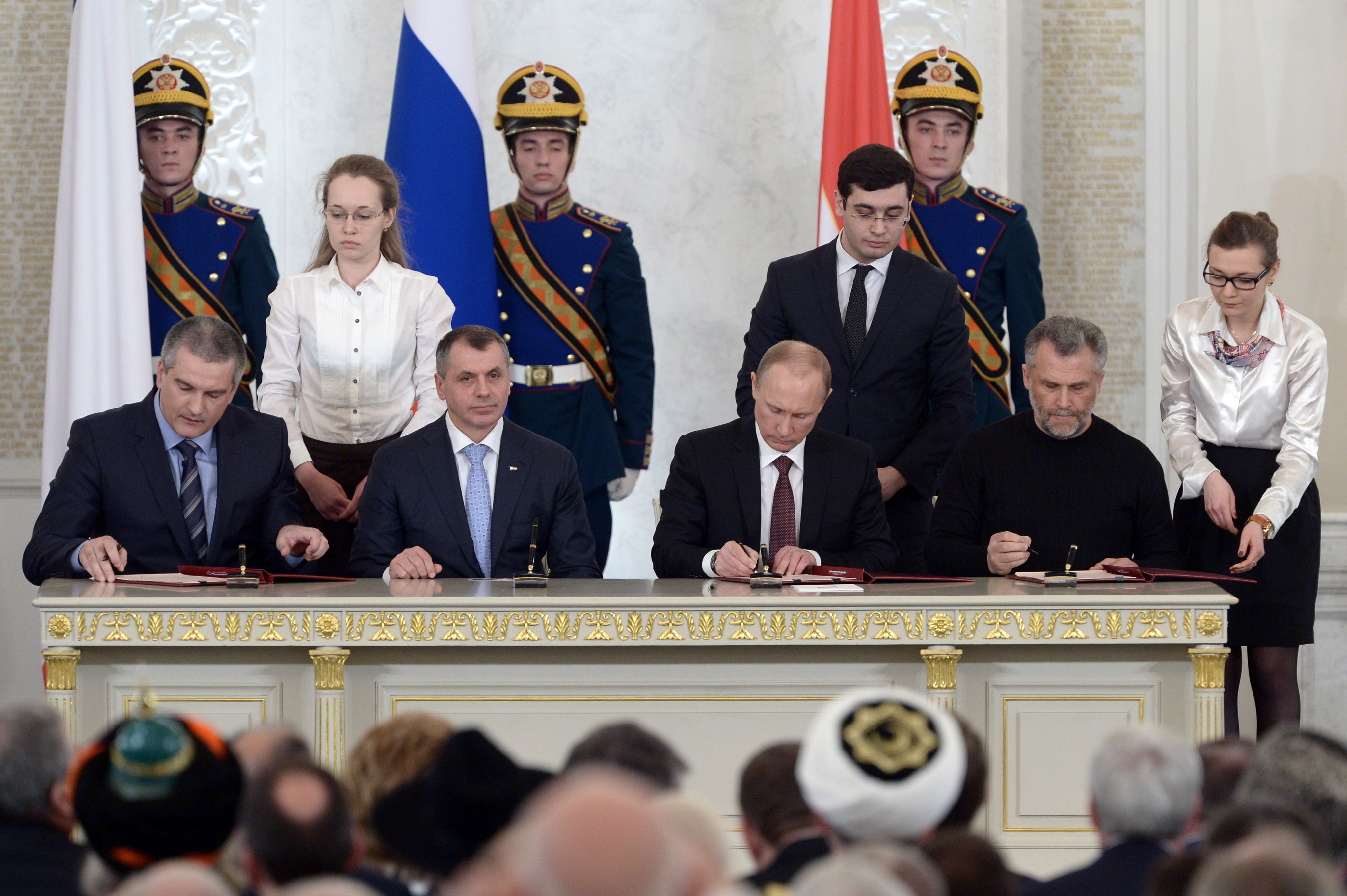
Подписание Договора о принятии Республики Крым и города Севастополя в состав России. Москва, Кремль, 18 марта 2014 года

Экономическая ситуация в 2012 году была намного слабее, чем на протяжении первых двух сроков президентства Путина, и поддержка Путина начала снижаться. Усталость избирателей от образа «сильного человека» привела к тому, что к 2013 году больше россиян хотели, чтобы Путин покинул свой пост, чем остался на следующий срок. По мнению Стивена Пайфера, вместо ссылок на экономический рост и повышение уровня жизни, Путин для своего избрания решил обратиться к русскому национализму. Конфликт 2014 года, когда Россия аннексировала Крым, полностью перевернул тенденцию к снижению его популярности.
В начале 2013 года Россия начала осуществлять активные действия по предотвращению ухода Украины из российской сферы влияния. Усилия Москвы, такие как торговые санкции против Украины и «проект Медведчук», не смогли повернуть курс Украины обратно в сторону России, а некоторые из усилий, наоборот, увеличили поддержку интеграции с ЕС на Украине. Российская политика исчерпала все инструменты влияния на движение Украины в сторону Запада. Подход России был пересмотрен и изменён, и Россия, потерпев неудачу в операциях влияния на Украину, предприняла Крымскую операцию — захват Крыма — со стратегической целью удержания Украины в сфере своего влияния. В 2014 году после бегства Януковича Путин принял решение захватить украинский Крым, который был затем аннексирован Россией. Аннексия не была признана большей частью международного сообщества, всё ещё считающем Крым территорией Украины, и привело к наложению на Россию международных санкций. Аннексия Крыма в ходе быстрой и бескровной операции привела к росту популярности Путина. С образом незаменяемого защитника России, конфликт с Украиной проложил путь к лёгкому переизбранию Путина в 2018 году. 18 марта 2018 года Путин был избран президентом Российской Федерации на четвёртый срок, получив рекордные 76,69 % голосов.
Большинство государств-членов ООН отказалось признать легитимность аннексии Крыма Россией. США, государства Евросоюза и ряд других стран — партнёров США и ЕС, а также ряд международных организаций и объединений охарактеризовали действия России как агрессию, оккупацию и аннексию части украинской территории, подрыв территориальной целостности Украины. Российское руководство, со своей стороны, ссылается на закреплённое в уставных документах ООН право народов на самоопределение, которое, согласно позиции РФ, и было реализовано населением Крыма, «восставшим» против силовой смены власти в стране. Аннексия Крыма Россией привела к резкому охлаждению отношений с НАТО, Евросоюзом, Советом Европы и государствами-членами этих организаций, а в дальнейшем — к введению политических и экономических санкций против России и ряда российских физических и юридических лиц и организаций, причастных, по мнению стран Запада, к дестабилизации ситуации на Украине.
24 октября 2014 года на встрече с мировыми политологами и журналистами, участниками дискуссионного клуба «Валдай», Путин сделал программное заявление, которое по важности политологи сравнили с его мюнхенской речью 2007 года. Он возложил на Запад вину за войну на Украине, ставшую, по его мнению, результатом переворота, поддержанного западными державами. Общий смысл выступления заключался в обозначении ответственности американской администрации за развал системы глобальной безопасности и диктатуру на международной арене.
Украинское руководство, США и Евросоюз рассматривают войну в Донбассе как проявление агрессии со стороны России. Российские власти настаивают на том, что речь идёт о внутреннем конфликте, в котором Россия является одной из посредничающих сторон между украинскими властями и непризнанными республиками.

### Критика в контексте российско-украинской войны

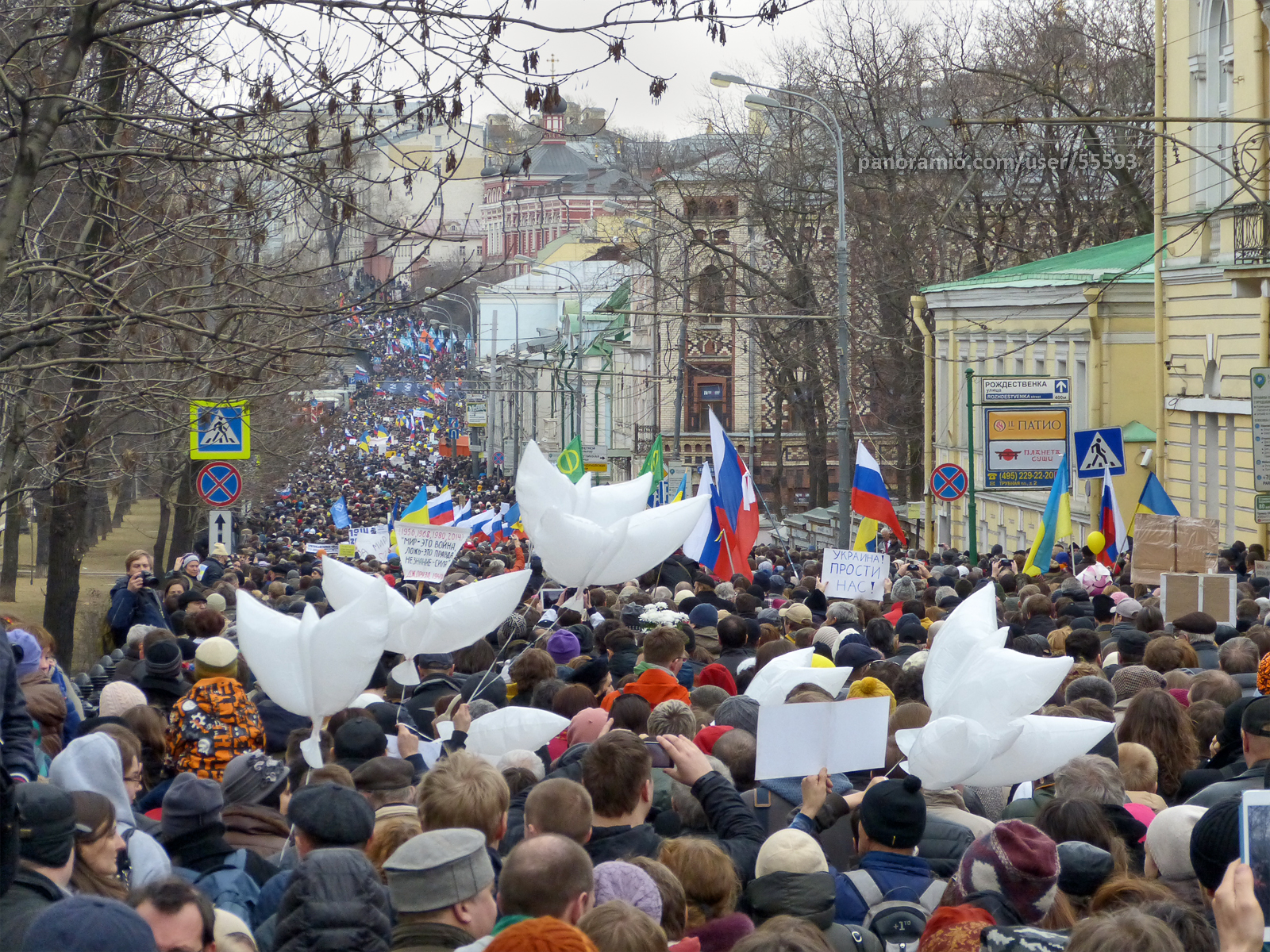
«Марш мира» 15 марта 2014 года в Москве

Во время аннексии Крыма глава УПЦ КП Филарет (Денисенко) назвал Путина агрессором, сравнив его действия с действиями Гитлера, который «тоже защищал немцев в Судетах, присоединив Австрию». Такие же соображения озвучили наследник британского престола принц Чарльз (по утверждению Daily Mail) и президент Литвы Даля Грибаускайте. Схожие тезисы появлялись в британской прессе и в немецкой газете Die Welt. Аналогию между действиями Путина и политикой нацистской Германии в 1938 году провела также экс-госсекретарь США Хиллари Клинтон, назвавшая Путина «жёстким парнем с тонкой кожей».
С критикой Путина выступил и министр финансов Германии Вольфганг Шойбле, который, однако, после протеста из российского МИДа уточнил: «…я же не идиот, чтобы сравнивать кого-нибудь с Гитлером». Подобные исторические аналогии сочли неуместными также федеральный канцлер Ангела Меркель и министр иностранных дел ФРГ Франк-Вальтер Штайнмайер.
После аннексии Крыма и начала войны в Донбассе отношение бывшего президента СССР Михаила Горбачёва к Путину, которого он ранее жёстко критиковал, наоборот, потеплело. Направляясь 6 ноября 2014 года с визитом в Германию для участия в форуме «Новая политика» и встречи с канцлером ФРГ Меркель, приуроченным к 25-летию крушения Берлинской стены, Горбачёв выразил убеждение, что Путин сейчас лучше всех защищает интересы России.

### Отношения с крупными российскими предпринимателями
По данным газеты «Ведомости», опубликованным в феврале 2013 года, с президентом «Транснефти» Николаем Токаревым Путин сблизился во время совместной работы в дрезденской резидентуре КГБ.
29 марта 2013 года Путин по примеру ряда развитых стран предложил ввести и в России ограничения на «золотые парашюты» для топ-менеджеров. Эта идея вскоре была реализована, поправками в Трудовой кодекс РФ размер «золотого парашюта» был ограничен шестью месячными окладами (для топ-менеджеров государственных корпораций — тремя месячными окладами). В декабре 2015 года Путин подписал указ о запрете «золотых парашютов» для региональных чиновников.
В октябре 2013 года аналитики швейцарского банка Credit Suisse в ежегодном отчёте о глобальном благосостоянии пришли к выводу, что в России 110 миллиардеров владеют 35 % всех национальных богатств страны.
В декабре 2013 года общественный резонанс вызвала начавшаяся с критики расточительности ОАО «РЖД» рекомендация Путина государственным корпорациям и структурам проводить корпоративные мероприятия строго за свой счёт, без использования бюджетных средств. Указанию в канун новогодних праздников немедленно последовали госкомпании и министерства, а Администрация президента РФ и правительство России в связи с тенденциями вообще отказались от проведения новогодних корпоративов.
В декабре 2013 года внимание российской и мировой прессы привлекло помилование Путиным после 10-летнего заключения предпринимателя Михаила Ходорковского, что было расценено как попытка улучшить имидж России накануне зимней Олимпиады в Сочи.
В марте 2014 года США ввели санкции против банка «Россия», названного «личным банком высокопоставленных должностных лиц Российской Федерации» и крупных российских бизнесменов, которых сочли связанными деловыми отношениями с президентом Путиным (Геннадий Тимченко, братья Аркадий и Борис Ротенберги, Юрий Ковальчук).